# Critèrium del Dauphiné Libéré 2006
El Critèrium del Dauphiné Libéré 2006, 58a edició del Critèrium del Dauphiné Libéré, és una cursa ciclista per etapes que es disputà entre el 4 i l'11 de juny de 2006. La cursa formava part del calendari UCI ProTour 2006.
El vencedor final fou l'estatunidenc Levi Leipheimer (Gerolsteiner), que fou acompanyat al podi pel francès Christophe Moreau (AG2R Prévoyance) i l'austríac Bernhard Kohl (T-Mobile). Leipheimer es va vestir amb el mallot de líder en acabar l'etapa amb final al Ventor i ja no l'abandonà fins a acabar la cursa. En les classificacions secundàries l'equip AG2R Prévoyance fou el clar dominador, en guanyar la classificació per equips, alhora que dos corredors seus, Christophe Moreau i Francisco Mancebo es feien amb la classificació per punts i la combinada i de la muntanya respectivament.

## Equips participants
| N.      | Cod. | Equip                  |
| ------- | ---- | ---------------------- |
| 1-8     | EUS  | Euskaltel-Euskadi      |
| 11-17   | PHO  | Phonak Hearing Systems |
| 21-28   | GST  | Gerolsteiner           |
| 31-38   | DSC  | Discovery Channel      |
| 41-48   | LSW  | Würth Team             |
| 51-58   | COF  | Cofidis                |
| 61-68   | SDV  | Saunier Duval-Prodir   |
| 71-78   | C.A  | Crédit Agricole        |
| 81-88   | GCE  | Caisse d'Epargne       |
| 91-98   | PRL  | Davitamon-Lotto        |
| 101-108 | A2R  | AG2R Prévoyance        |

| N.      | Cod. | Equip                 |
| ------- | ---- | --------------------- |
| 111-118 | TMO  | T-Mobile Team         |
| 121-128 | RAB  | Rabobank              |
| 131-138 | FDJ  | Française des Jeux    |
| 141-148 | CSC  | Team CSC              |
| 151-158 | QSI  | Quick Step-Innergetic |
| 161-167 | LAM  | Lampre-Fondital       |
| 171-178 | BTL  | Bouygues Télécom      |
| 181-188 | LIQ  | Liquigas              |
| 181-187 | MRM  | Team Milram           |
| 191-198 | AGR  | Agritubel             |

## Etapes
| Etapa | Data       | Recorregut                            | Km  | Vencedor d'etapa       | Líder de la general    |
| ----- | ---------- | ------------------------------------- | --- | ---------------------- | ---------------------- |
| Prol. | 4 de juny  | Annecy - Annecy (CRI)                 | 4,1 | David Zabriskie (EUA)  | David Zabriskie (EUA)  |
| 1ª    | 5 de juny  | Annecy - Bourgoin-Jallieu             | 207 | Fabian Wegmann (GER)   | Fabian Wegmann (GER)   |
| 2ª    | 6 de juny  | Bourgoin-Jallieu - Saint-Galmier      | 203 | Philippe Gilbert (BEL) | Philippe Gilbert (BEL) |
| 3ª    | 7 de juny  | Bourg-de-Péage - Bourg-de-Péage (CRI) | 43  | David Zabriskie (EUA)  | Philippe Gilbert (BEL) |
| 4ª    | 8 de juny  | Tain-l'Hermitage - Ventor             | 186 | Denís Ménxov (RUS)     | Levi Leipheimer (EUA)  |
| 5ª    | 9 de juny  | Sisteron - Briançon                   | 155 | Ludovic Turpin (FRA)   | Levi Leipheimer (EUA)  |
| 6ª    | 10 de juny | Briançon - La Toussuire               | 169 | Iban Mayo (ESP)        | Levi Leipheimer (EUA)  |
| 7ª    | 11 de juny | Saint-Jean-de-Maurienne - Grenoble    | 131 | Thor Hushovd (NOR)     | Levi Leipheimer (EUA)  |

## Classificacions finals

### Classificació general
|     | Ciclista                 | Equip                | Temps       |
| --- | ------------------------ | -------------------- | ----------- |
| 1.  | Levi Leipheimer (EUA)    | Gerolsteiner         | 28h 07' 06" |
| 2.  | Christophe Moreau (FRA)  | AG2R Prévoyance      | + 1' 48"    |
| 3.  | Bernhard Kohl (AUT)      | T-Mobile             | + 2' 51"    |
| 4.  | José Azevedo (POR)       | Discovery Channel    | + 3' 00"    |
| 5.  | Francisco Mancebo (ESP)  | AG2R Prévoyance      | + 3' 29"    |
| 6.  | Denís Ménxov (RUS)       | Rabobank ProTeam     | + 4' 14"    |
| 7.  | Alejandro Valverde (ESP) | Caisse d'Epargne     | + 4' 21"    |
| 8.  | Leonardo Piepoli (ITA)   | Saunier Duval-Prodir | + 5' 13"    |
| 9.  | Pietro Caucchioli (ITA)  | Crédit Agricole      | + 5' 45"    |
| 10. | George Hincapie (EUA)    | Discovery Channel    | + 6' 48"    |

|   | Ciclista                | Equip            | Punts |
| - | ----------------------- | ---------------- | ----- |
| 1 | Christophe Moreau (FRA) | AG2R Prévoyance  | 162   |
| 2 | Levi Leipheimer (EUA)   | Gerolsteiner     | 126   |
| 3 | Denís Ménxov (RUS)      | Rabobank ProTeam | 119   |

|   | Ciclista                | Equip             | Punts |
| - | ----------------------- | ----------------- | ----- |
| 1 | Francisco Mancebo (ESP) | AG2R Prévoyance   | 69    |
| 2 | Philippe Gilbert (BEL)  | FDJ               | 60    |
| 3 | George Hincapie (EUA)   | Discovery Channel | 57    |

|   | Ciclista                | Equip            | Punts |
| - | ----------------------- | ---------------- | ----- |
| 1 | Christophe Moreau (FRA) | AG2R Prévoyance  | 224   |
| 2 | Levi Leipheimer (EUA)   | Gerolsteiner     | 221   |
| 3 | Denís Ménxov (RUS)      | Rabobank ProTeam | 171   |

|   | Equip             | Temps       |
| - | ----------------- | ----------- |
| 1 | AG2R Prévoyance   | 84h 40' 11" |
| 2 | Discovery Channel | + 3' 02"    |
| 3 | Caisse d'Epargne  | + 7' 43"    |

## Evolució de les classificacions
| Etapa (Vencedor)          | Classificació general | Classificació de la muntanya | Classificació combinada | Classificació per punts | Classificació per equips |
| ------------------------- | --------------------- | ---------------------------- | ----------------------- | ----------------------- | ------------------------ |
| Pròleg David Zabriskie    | David Zabriskie       | George Hincapie              | -                       | David Zabriskie         | Discovery Channel        |
| 1a etapa Fabian Wegmann   | Fabian Wegmann        | Thomas Voeckler              | Thomas Voeckler         | Fabian Wegmann          | Discovery Channel        |
| 2a etapa Philippe Gilbert | Philippe Gilbert      | Sebastien Joly               | Philippe Gilbert        | Philippe Gilbert        | FDJ                      |
| 3a etapa David Zabriskie  | Philippe Gilbert      | Sebastien Joly               | Philippe Gilbert        | David Zabriskie         | Team CSC                 |
| 4a etapa Denís Ménxov     | Levi Leipheimer       | Denís Ménxov                 | Levi Leipheimer         | David Zabriskie         | Discovery Channel        |
| 5a etapa Ludovic Turpin   | Levi Leipheimer       | Christophe Moreau            | Levi Leipheimer         | Francisco Mancebo       | AG2R Prévoyance          |
| 6a etapa Iban Mayo        | Levi Leipheimer       | Christophe Moreau            | Christophe Moreau       | Francisco Mancebo       | AG2R Prévoyance          |
| 7a etapa Thor Hushovd     | Levi Leipheimer       | Christophe Moreau            | Christophe Moreau       | Francisco Mancebo       | AG2R Prévoyance          |
| Classificacions finals    | Levi Leipheimer       | Christophe Moreau            | Christophe Moreau       | Francisco Mancebo       | AG2R Prévoyance          |